# 1993 في أذربيجان
فيما يلي قوائم الأحداث التي وقعت خلال عام 1993 في أذربيجان.

## أحداث
- 3 أكتوبر – الانتخابات الرئاسية الأذربيجانية 1993

## سياسة

### انتهاء فترة المنصب
- 1 سبتمبر – أبو الفضل إلجي بيك قائمة رؤساء أذربيجان.

## مواليد

### أغسطس
- 13 أغسطس – نجات رحيموف

## وفيات

### فبراير
- 7 فبراير – شوكات علاكباروفا (مواليد 1922) مغنية أذربيجانية.

### مارس
- 26 مارس – توفيق بهراموف (مواليد 1925)